# Синдром Тричера Коллинза
Синдром Тричера Коллинза (англ. Treacher Collins syndrome, TCS, челюстно-лицевой дизостоз, отомандибулярная дисплазия) — аутосомно-доминантное заболевание, характеризующееся черепно-лицевой деформацией. Описан английским офтальмологом Эдвардом Тричером Коллинзом в 1900 году.
Синдром Тричера Коллинза встречается у 1 из 50 000 младенцев. Типичные клинические признаки: грубый дефект лицевой части черепа, косоглазие, колобомы век; размер рта, подбородка и ушей существенно меньше нормы. В некоторых случаях — ослабление слуха. У людей с синдромом Тричера Коллинза встречается обычный интеллект.

## Этиология
Причиной заболевания является, чаще всего, нонсенс-мутация (возникновение стоп-кодона) в гене TCOF1, приводящая к гаплонедостаточности.
Ген TCOF1 расположен в локусе 5q32-33, на длинном (q) плече 5-й хромосомы, начинается от 149 737 202-й пары оснований и заканчивается на 149 779 871-й паре оснований.
Продукт гена TCOF1 — ядерный транспортный белок, который экспрессируется во многих тканях во время эмбрионального и постэмбрионального развития и принимает участие в транскрипции ДНК. При синдроме Тричера Коллинза развивается состояние, при котором половинного количества генного продукта недостаточно для нормального функционирования организма.
Синдром наследуется по аутосомно-доминантному принципу и характеризуется высокой пенетрантностью. Экспрессивность может быть от умеренной до выраженной, потому тяжесть дефекта отлична у разных пациентов — от почти незаметных признаков до крайне тяжёлых форм. У большинства пациентов слаборазвитые лицевые кости, что приводит к «затонувшему» лицу, крупный нос и очень маленькие челюсти и подбородок (микрогнатия). У некоторых больных присутствует волчья пасть. В тяжелых случаях микрогнатия может вытеснять язык пострадавших новорожденных достаточно, чтобы вызвать преграду ротоглотки и потенциально опасных для жизни заболеваний дыхательных путей. Врождённый порок сердца является необычной особенностью.

## Лечение
В лечении пациентов, пострадавших от ТКС, применяется междисциплинарный подход, то есть требуются вмешательства различных специалистов. Основные проблемы у пациентов с ТКС — нарушения глотания и проходимости дыхательных путей. Некоторые пациенты нуждаются в трахеостомии. Гастростома может быть необходима для обеспечения адекватного потребления пищи и для защиты дыхательных путей. Вопрос о хирургическом восстановлении структуры лица решается индивидуально и осуществляется по достижении определённого возраста.
Потеря слуха при синдроме Тричера Коллинза вызвана деформацией структур в наружном и среднем ухе. Потеря слуха, как правило, двусторонняя. Даже в тех случаях, когда ушные раковины и наружные слуховые проходы не затронуты синдромом, цепи слуховых косточек часто повреждены.
Попытки хирургическим путём восстановить наружный слуховой проход для улучшения слуха у детей с ТКС не дали положительных результатов. Предпочтительной оказалась слуховая реабилитация со слуховыми аппаратами костной проводимости (BAHA) или обычными слуховыми аппаратами.

## В культуре
- «Чудо» — художественный фильм-драма 2017 года с главным героем с синдромом ТК.